# Burmacyrtus
Burmacyrtus – wymarły rodzaj owadów z rzędu muchówek i rodziny opękowatych, obejmujący tylko jeden znany gatunek Burmacyrtus rusmithi.
Rodzaj i gatunek opisane zostały w 2011 roku przez Davida A. Grimaldiego i Martina Hausera. Opisu dokonano na podstawie inkluzji samca pochodzącej z cenomanu w kredzie, znalezionej w Mjanmie.
Muchówka o ciele długości około 2 mm. Głowę miała kulistą, holoptyczną. Oczy były płytko wykrojone na brzegach tylno-dolnych. Aparat gębowy cechowało dobrze rozwinięte labellum. Czułki miały długi i bardzo smukły stylus osadzony na jajowatym członie biczyka. Tułów i wierzch odwłoka gęsto porastały delikatne włoski. Odnóża pozbawione były ostróg na goleniach. Skrzydło miało około 1,4 mm długości, a jego użyłkowanie odznaczało się otokową żyłką kostalną, całkowicie rozdzielnymi komórkami bazyradialną i bazymedialną, bardzo dużą komórką dyskoidalną, szczątkowymi żyłką radialną R4+5 i analną oraz obecnością pierwszej i drugiej gałęzi przedniej żyłki kubitalnej.